# 美國的法語

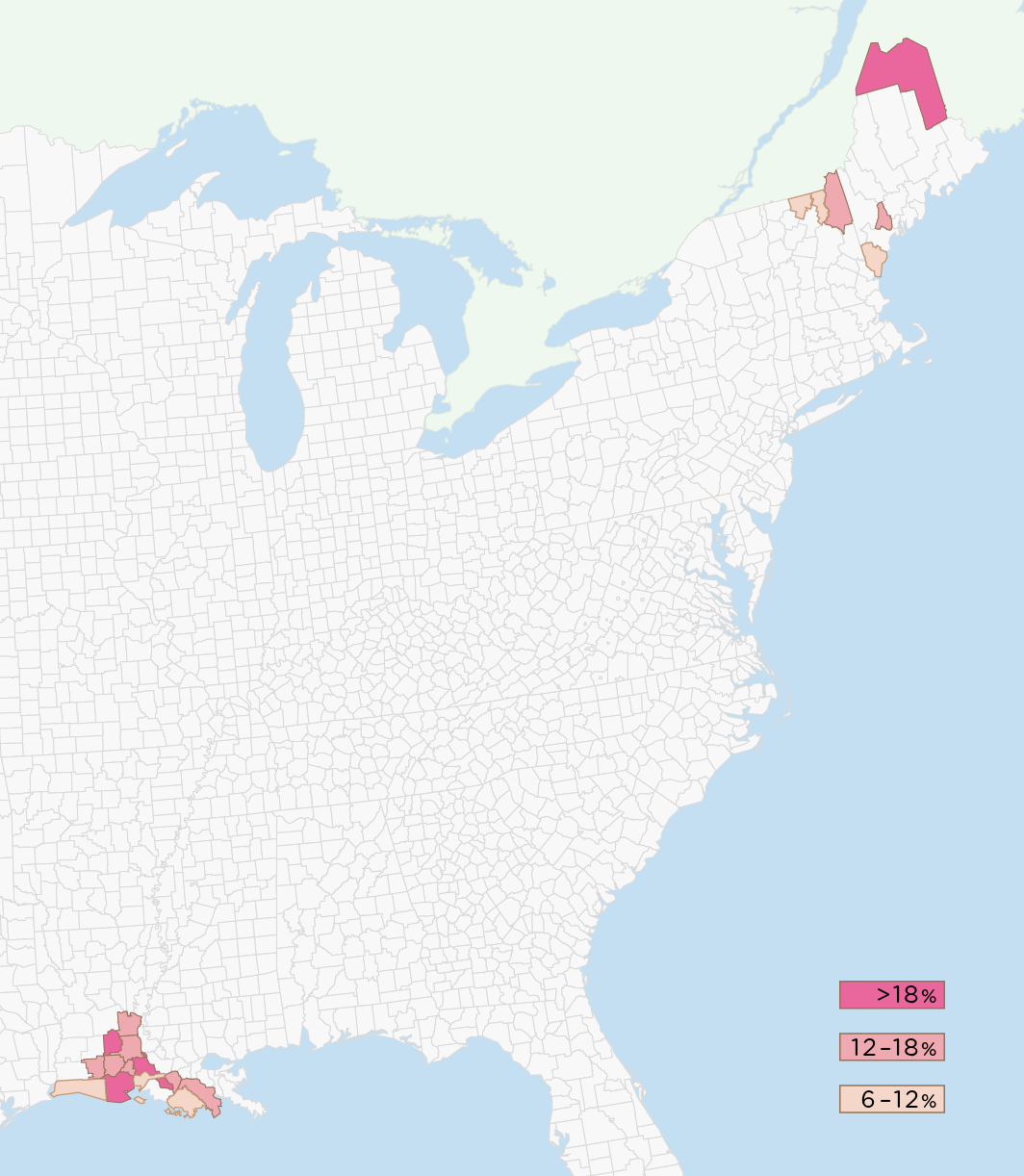
美國的法語使用者分布. 標為黃色的郡和牧區（Parish）有6-12%居民在家中使用法語，棕色為12-18%，紅色為18%以上。統計結果不含卡真法語及克里奧爾法語。

法語在美國是一個少數族群語言，根據2010年的統計資料，大約207萬五歲以上的美國人口在家中使用法語，使法語成為在美國第四多人使用的語言，僅次於英語、西班牙語、漢語（含方言）。
法語在美國發展成三種主要的變體：路易斯安那法語使用於路易斯安那州，新英格蘭法語是使用於新英格蘭的一種加拿大法語地方變體，以及近乎滅絕的密蘇里法語，歷史上主要使用於密蘇里州與伊利諾州。近年來，從世界各地法語圈的移民也帶來各地的法語方言。目前法語在路易斯安那州、緬因州、新罕布夏州和佛蒙特州是第二大語言。

## 法國殖民者社群

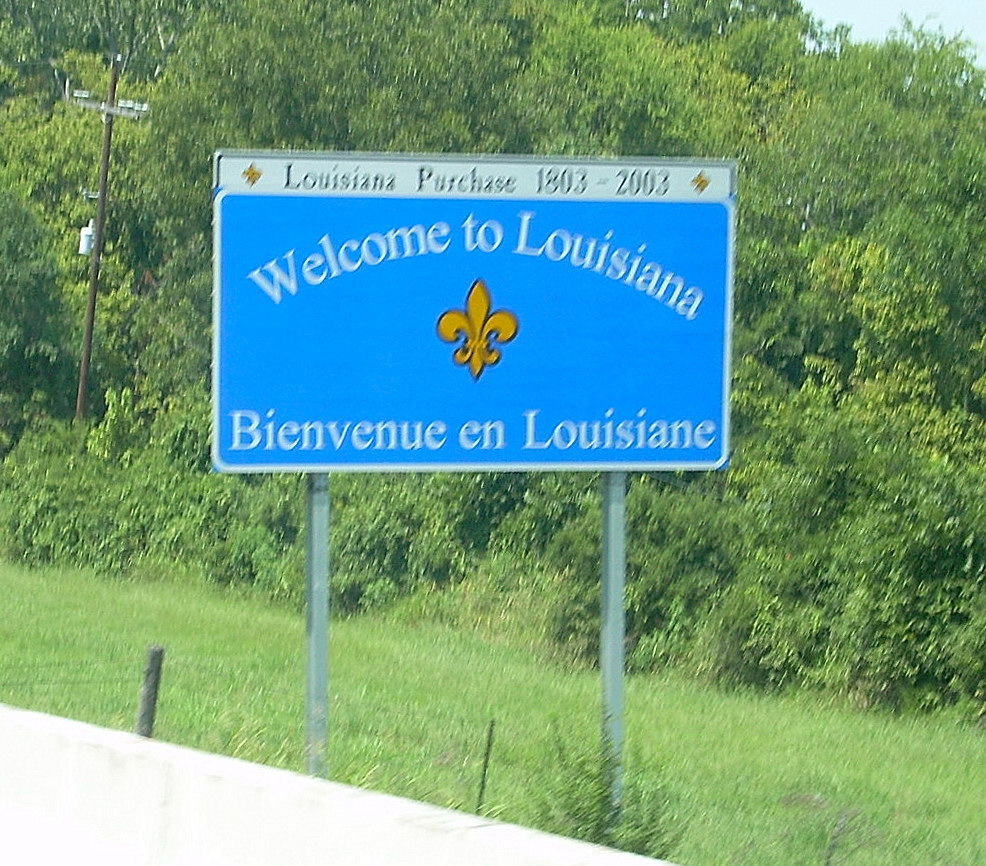
路易斯安那州的雙語路牌，上方白色標示「路易斯安那購地 1803年—2003年」，徽章上下分別以英語及法語標示「歡迎來到路易斯安那」。

路易斯安那在1682-1762年及1800-1803年間為法國殖民地，直至被售予美國為止。直至今日路易斯安那的部分地區，卡真法語和路易斯安那克里奧爾法語仍在使用中。卡真人是阿卡迪亞人的後裔（卡真<Cajun>是阿卡迪亞<Acadian>的轉音），是原居於今加拿大新斯科舍地區的法國殖民者，1755年被英國人驅逐，而移居至路易斯安那。
新英格蘭北部部分地區的一些居民使用加拿大法語，緬因州北部因為與加拿大的法語省份魁北克省接壤，該地長久以來有加拿大來的移民，特別是在19世紀與20世紀早期。部分法裔美國人已經失去了自己的傳統，現時正在試圖恢復傳統。 其他地區也曾存在少數法語的孤島，如賓夕法尼亞州克利爾菲郡的Frenchville。

## 新的法語區移民
紐約、加利福尼亞、佛羅里達、德克薩斯、路易斯安那與夏威夷有大批的法語區遊客。佛羅里達的邁阿密存在一個較大的講法語的社群，主要包含法國人、海地人及法裔加拿大人（海地人多以海地克里奧爾語為第一語言，以法語為第二語言）。該州的奧蘭多和坦帕有講法語的非洲人社群。舊金山的Belden Place地區（又稱French Quarter）也有法語社群，在淘金熱時期已產生，亦包括以釀酒為業的法國移民。相當數量的魁北克人選擇佛羅里達或夏威夷為退休後的居住地，或者至少在這些地方過冬。除了魁北克之外，新不倫瑞克和安大略的法裔居民也常前往美國東南部旅遊。法語區居民喜好的旅遊地除上列外尚有緬因州的Orchard Beach與新澤西州的Cape May等地。

## 語言學習
法語傳統上是美國的英語使用者學習外語的首選，但現今已為西班牙語取代，因為美國有大量的拉美裔移民。法語現在是美國學習人口第二多的外語，排在西班牙語之後，德語之前（在英國、愛爾蘭和加拿大英語區，法語仍是學習人數最多的外語；在澳大利亞，是繼日語之後學習人數第二多的外語，在纽西蘭，法語也是一種熱門的外語）。多數高中和大學提供法語課程，大學授予法語學位。雖然加拿大與美國更為接近，但美國學校中教授的法語一般以法式法語（Metropolitan French）為標準，而不是加式法語。因此美國的法語學習者在加拿大的法語區可能有交流障礙，因為加拿大的法語口音不同，口語化的魁北克法語對美國學習者而言較難聽懂。如果使用相對書面化的法語，障礙會相對減小，因魁北克法語的書面形式與歐洲法語相同。類似現象亦存在於西班牙語。美國的西班牙語課程一般教授西班牙的版本，而實際上美國的西班牙語使用者多講墨西哥口音。

## 法語使用者社群
人口在千人以上
- Madawaska, 緬因（人口 4,534）── 84% 使用法語
- Fort Kent, 緬因（人口 4,233）── 61% 使用法語
- Van Buren, 緬因（人口  2,631）── 79% 使用法語
- Frenchville, 緬因（人口 1,225）── 80% 使用法語

人口在千人以下
- Eagle Lake, 緬因（人口 815）── 50% 使用法語
- St. Agatha, 緬因（人口 802）── 80% 使用法語
- St. Francis, 緬因（人口 577）── 61% 使用法語
- Grand Isle, 緬因（人口 518）── 76% 使用法語
- Saint John Plantation, 緬因（人口 282）── 60% 使用法語
- Hamlin, 緬因（人口 257）── 57% 使用法語

## 法語使用比例最高之區域一覽表
注：不包含克里奧爾法語使用者。
- St. Martin Parish, 路易斯安那（人口 48,583）── 27.44%使用法語
- Evangeline Parish, 路易斯安那（人口 35,434）── 25.71%使用法語
- Vermilion Parish, 路易斯安那（人口 53,807）── 24.89%使用法語
- Aroostook County, 緬因（人口 73,938）── 22.37%使用法語
- Lafourche Parish, 路易斯安那（人口 89,974）── 19.12%使用法語
- Acadia Parish, 路易斯安那（人口 58,861）── 19.04%使用法語
- Avoyelles Parish, 路易斯安那（人口 41,481）── 17.64%使用法語
- Assumption Parish, 路易斯安那（人口 23,388）── 17.58%使用法語
- St. Landry Parish, 路易斯安那（人口 87,700）── 16.70%使用法語
- Coos County, 新罕布什爾（人口 33,111）── 16.17%使用法語
- Jefferson Davis Parish, 路易斯安那（人口 31,435）── 16.15%使用法語
- Lafayette Parish, 路易斯安那（人口 190,503）── 14.37%使用法語
- Androscoggin County, 緬因（人口 103,793）── 14.29%使用法語

## 美國的法語學校
- Audubon Charter School, New Orleans [6]
- École Bilingue de la Nouvelle Orléans [7]
- Lycée Français de New York
- Lycée Français de Los Angeles
- Lycée Français La Pérouse, San Francisco
- Lycée International de Los Angeles
- French-American International School, San Francisco
- French-American School of New York
- International School of Arizona
- International School of Tucson
- International School of Louisiana (ISL) [8]
- The Language Academy, San Diego
- French International School of Philadelphia[9]
- L'Ecole Française du Maine （页面存档备份，存于）
- French Immersion School of Washington （页面存档备份，存于）
- Ecole franco-américaine de la Silicon Valley （页面存档备份，存于）
- French American International School (Portland, Oregon)
- Portland French School Portland, Oregon
- Ecole Bilingue de Berkeley （页面存档备份，存于） Berkeley, California
- John Hanson French Immersion School, Oxon Hill, MD
- Robert Goddard French Immersion School, Lanham, MD
- The Waring School, French Immersion School, Beverly MA
- Ecole Internationale de Boston / International School of Boston (www.isbos.org), Cambridge & Arlington, MA

## 外部連結
- 底特律法裔聚居地的歷史 （页面存档备份，存于）
- 你好，洛杉磯! （页面存档备份，存于）
- 加州橘郡的法語社群
- 路易斯安那法語發展協會 （页面存档备份，存于）（州立機構）
- 美國法語學校完整列表